# Sint-Niklaas- en Sint-Katharinakerk
De Sint-Niklaas- en Sint-Katharinakerk is de parochiekerk van de tot de West-Vlaamse gemeente Diksmuide behorende plaats Pervijze, gelegen aan de Schoorbakkestraat.

## Geschiedenis
Toen in 1120 de Sint-Niklaasabdij te Veurne werd gesticht, bezat deze -naast een aan Sint-Denijs gewijde kapel te Veurne, ook een kapel te Pervijze. In 1120 of 1124 was Pervijze een parochie die afhankelijk was van genoemde abdij.
Enkele honderden meters hier vandaan verrees omstreeks 1208 een aan Sint-Katharina gewijde kerk, in de parochie Sint-Katharinakapelle. Deze was afhankelijk van de Abdij van Sint-Bertinus te Sint-Omaars.
Omstreeks 1566 werd Pervijze vrijwel geheel verwoest, tijdens de godsdiensttwisten. In 1638 werd de westtoren herbouwd of hersteld. Van 1641-1642 werd de kerk in verkleinde vorm hersteld. Het betrof toen een tweebeukige hallenkerk met voorgebouwde westtoren.
In 1793 werd door de Franse troepen veel beschadigd, maar de kerken bleven gespaard. Omstreeks 1859 werd de noordbeuk vergroot, waarbij de toren min of meer werd ingebouwd. Van 1892-1894 werd de kerk in neogotische stijl verbouwd en uitgebreid door ten noorden van de noordbeuk nog een beuk toe te voegen, waarbij een driebeukige hallenkerk ontstond. De oude toren werd afgebroken en door neogotische nieuwbouw vervangen. Ook de Sint-Katharinakerk werd afgebroken om de nieuwbouw te bekostigen. De titel van deze kerk ging over op de vernieuwde kerk. Er kwam neogotisch kerkmeubilair. In 1896 werd de kerk ingewijd.
Tijdens de Eerste Wereldoorlog werd de kerk vrijwel geheel verwoest door Duitse bombardementen. In 1923 werd de kerk herbouwd volgens de situatie van 1892-1894, onder leiding van Victor Creten. In 1933 werd de kerk ingewijd.
Tijdens de Tweede Wereldoorlog werd de kerk licht beschadigd om in 1950 te worden hersteld.

## Gebouw
Het betreft een driebeukige hallenkerk in gele baksteen met voorgebouwde westtoren van vier geledingen. Het hoofdkoor is vijfzijdig afgesloten. Het interieur is uit de tijd van de herbouw.